# Hygge!
Hygge! er en dansk film fra 2023, instrueret af Dagur Kári.

## Plot
Syv venner mødes til en overdådig middag i et idyllisk sommerhus. Scenen er sat til en skøn aften med masser af hygge. Men under overfladen lurer hemmeligheder og intriger, og en farlig selskabsleg får glansbilledet til at slå revner.

## Medvirkende
- Sofie Torp -Helene
- Joachim Fjelstrup - Peter
- Jesper Groth - Nikolaj
- Andrea Heick Gadeberg - Laura
- Olivia Joof Lewerissa - Erica
- Nicolai Jørgensen - Ib
- Thue Ersted Rasmussen -Fabian